# Chaos and Disorder
Albums de Prince
The Gold Experience
(1995) Emancipation (album)
(1996)
Chaos and Disorder est le 14e album studio de Prince sorti en 1996.
À l'instar de Come, Prince n'assurera pas la promotion de cet album mais il existe des vidéoclips de trois titres tirés de l'album dont Dinner with Dolores (le premier single), I like it there et The same December. Malgré la présence de I rock, therefore I am, chanson aux couleurs funk et RnB, l'ensemble est largement dominé par les jeux de guitares rock.

## Liste des titres
1. Chaos and Disorder  – 4:19
2. I Like It There  – 3:15
3. Dinner with Delores  – 2:46
4. The Same December  – 3:24
5. Right the Wrong  – 4:39
6. Zannalee  – 2:43
7. I Rock, Therefore I Am  – 6:15
8. Into the Light  – 2:46
9. I Will  – 3:37
10. Dig U Better Dead  – 3:59
11. Had U  – 1:26